# Walter Schröder
Walter Schröder (n. 29 decembrie 1932, Utecht, Republica Democrată Germană, Germania – d. noiembrie 2022) a fost un canotor ce a reprezentat Germania, medaliat olimpic. A participat la o ediție a Jocurilor Olimpice (1960) în care a câștigat o medalie de aur.

## Participări
Lista de mai jos prezintă principalele competiții la care a participat Walter Schröder de-a lungul carierei.
- Canottaggio ai Giochi della XVII Olimpiade - Otto maschile[*][4]